# Adrien Tambay
Adrien Tambay (Parigi, 25 febbraio 1991) è un pilota automobilistico francese, attualmente impegnato in Formula E e figlio di Patrick Tambay.

## Carriera

### Le formule minori
Dopo aver corso nei kart, Tambay iniziò la sua carriera nelle monoposto debuttando in Formula BMW ADAC nel 2007, ottenendo un quarto posto a fine stagione. Passato al campionato europeo l'anno successivo terminò terzo dietro Esteban Gutiérrez e Marco Wittmann. Nel 2009 fece il suo debutto nella F3 Euro Series per il team ART Grand Prix, ma fu costretto a saltare alcune gare per un infortunio occorso durante una partita di calcio; inoltre non andò oltre un settimo posto all'EuroSpeedway Lausitz e non ottenne alcun punto.
Nel 2010 e nel 2011 divise i suoi impegni tra Auto GP, GP3 Series e Formula Renault 3.5 Series. Nell'Auto GP si impose in due gare e ottenne un quarto posto in classifica nel 2011, mentre nella GP3 venne chiamato a sostituire per alcune gare l'infortunato James Jakes, ottenendo una vittoria sul Circuito di Spa-Francorchamps nella gara sprint.

### DTM

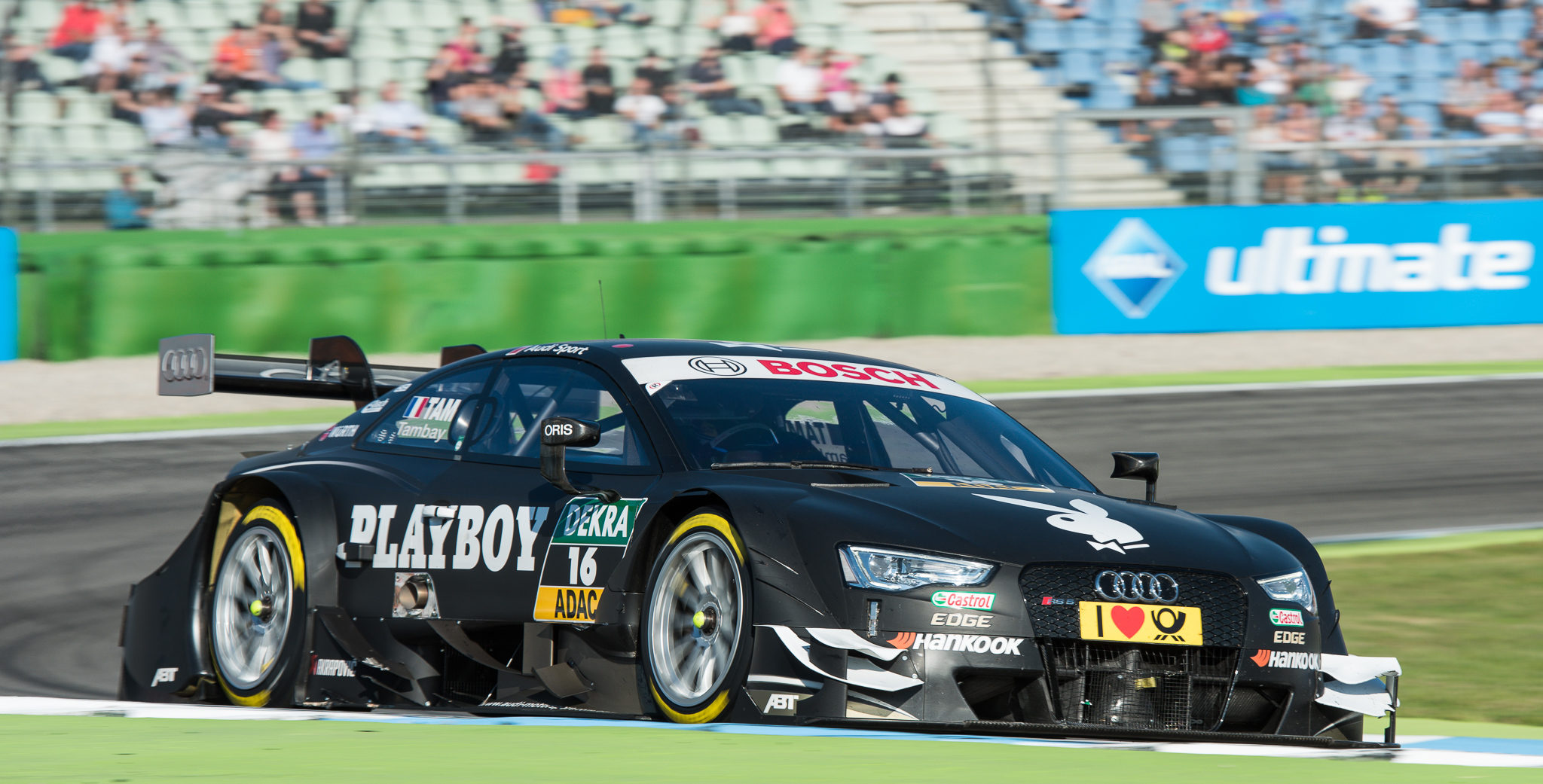
Adrien Tambay, Deutsche Tourenwagen Masters 2014 - Hockenheimring

A partire dal 2012 Tambay ha cominciato a correre nel DTM. Durante la sua prima stagione ha ottenuto, come miglior risultato, un secondo posto a Valencia. L'esperienza nel DTM terminerà nel 2016 quando verrà sostituito dallo svizzero Nico Müller.

### Test in Formula E
Nel 2023 prende parte a Berlino dei Rookie della Formula E guidando per il team ABT Cupra.

## Risultati

### ETCR
| Anno    | Squadra   | Vettura       | FRA | UNG | SPA | BEL | ITA | GER | Punti | Pos. |
| ------- | --------- | ------------- | --- | --- | --- | --- | --- | --- | ----- | ---- |
| 2022    | Cupra EKS | CUPRA e-Racer | 2   | 1   | 2   | 2   | 4   | 2   | 535   | 1°   |
| Legenda |           |               |     |     |     |     |     |     |       |      |